# Melanoplus acrophilus
Melanoplus acrophilus är en insektsart som beskrevs av Morgan Hebard 1935. Melanoplus acrophilus ingår i släktet Melanoplus och familjen gräshoppor. Inga underarter finns listade i Catalogue of Life.